# Ван Рин, Джон
Джон Ван Рин (англ. John William Van Ryn, 30 июня 1905, Ньюпорт-Ньюс, Виргиния — 7 августа 1999, Палм-Бич, Флорида) — американский профессиональный теннисист, выступавший в 1930-х годах. Главным образом известен благодаря успешной игре в парном разряде с Уилмером Эллисоном.

## Биография
Ван Рин три года подряд становился победителем в мужском парном разряде на Уимблдонском турнире (1929—1931). Два титула он завоевал с Уилмером Эллисоном, третий — с Джорджем Лоттом. В 1931 году он также победил в чемпионате Франции. После победы в национальном чемпионате США 1931 года с Эллисоном стал первым теннисистом, победившим в английском, французском и американском чемпионатах в мужском парном разряде. Ван Рин имел отличные результаты, когда принимал участие за сборную США в Кубке Дэвиса, победив в 22 из 24 матчей в течение восьми лет. В 1963 году был принят в Национальный (позже Международный) зал теннисной славы.
22 октября 1930 года женился на теннисистке Марджори Гледмен.

## Финалы в турнирах Большого шлема

### Мужской парный разряд (6 побед, 5 поражений)
| Результат | Год  | Турнир                  | Покрытие | Партнёр        | Соперники в финале              | Счёт в финале             |
| --------- | ---- | ----------------------- | -------- | -------------- | ------------------------------- | ------------------------- |
| Победа    | 1929 | Уимблдонский турнир     | Трава    | Уилмер Эллисон | Иан Коллинз Коллин Грегори      | 6-4, 5-7, 6-3, 10-12, 6-4 |
| Победа    | 1930 | Уимблдонский турнир (2) | Трава    | Уилмер Эллисон | Джон Дуг Джордж Лотт            | 6-3, 6-3, 6-2             |
| Поражение | 1930 | Чемпионат США           | Трава    | Уилмер Эллисон | Джон Дуг Джордж Лотт            | 6-8, 3-6, 6-3, 15-13, 4-6 |
| Победа    | 1931 | Чемпионат Франции       | Грунт    | Джордж Лотт    | Вернон Кирби Норман Фаркухарсон | 6-4, 6-3, 6-4             |
| Победа    | 1931 | Уимблдонский турнир (3) | Трава    | Джордж Лотт    | Жак Брюньон Анри Коше           | 6-2, 10-8, 9-11, 3-6, 6-3 |
| Победа    | 1931 | Чемпионат США           | Трава    | Уилмер Эллисон | Беркли Белл Грегори Манджин     | 6-4, 6-3, 6-2             |
| Поражение | 1932 | Чемпионат США           | Трава    | Уилмер Эллисон | Кит Гледхилл Эллсуорт Вайнз     | 4-6, 3-6, 2-6             |
| Поражение | 1934 | Чемпионат США           | Трава    | Уилмер Эллисон | Джордж Лотт Лестер Стёфен       | 4-6, 7-9, 6-3, 4-6        |
| Поражение | 1935 | Уимблдонский турнир     | Трава    | Уилмер Эллисон | Джек Кроуфорд Адриан Квист      | 3-6, 7-5, 2-6, 7-5, 5-7   |
| Победа    | 1935 | Чемпионат США (2)       | Трава    | Уилмер Эллисон | Дон Бадж Джин Мако              | 6-2, 6-3, 2-6, 3-6, 6-1   |
| Поражение | 1936 | Чемпионат США           | Трава    | Уилмер Эллисон | Дон Бадж Джин Мако              | 4-6, 2-6, 4-6             |